# 울프 크리스테르손
울프 얄마르 크리스테르손(스웨덴어: Ulf Hjalmar Kristersson, 1963년 12월 29일 ~ )은 스웨덴의 정치인으로, 2017년 10월부터 온건당 대표를 지내었고 2022년 10월부터 스웨덴의 총리직에 있다.
1994년부터 2000년까지 스톡홀름주의 국회의원을 지냈으며, 2014년 쇠데르만란드주로 지역구를 옮긴 뒤 당선되어 현재까지 재직 중이다. 그는 또한 1988년부터 1992년까지 온건당 청년대표를 지냈으며, 2010년부터 2014년까지 사회안전부 장관을 지냈다.
정권 교체 후인 2014년 12월 11일, 온건당은 크리스테르손을 차기 재집권 시 재무장관 및 경제정책대변인으로 지명했으며, 2017년 9월 1일 안나 신베리 바트라 대표의 사임 후 당권에 도전해 당대표로 선출되었다. 2018년 총선 이후부터 꾸준히 총리 자리를 노리다가, 안드레아스 노를렌 국회의장으로부터 총리 후보로 지명 받았으며, 다음 주에 표결을 부쳤으나 부결되었다.
2022년 총선에서 우파 연합을 이루어 다수 의석을 확보하면서 동년 10월 17일, 총리직에 올랐다.

## 총리직
2022년 10월 18일, 헌법상 요구 사항에 따라 크리스테르손은 이날 일찍 스웨덴 의회 연설을 통해 정부 계획을 발표하고 내각 장관을 임명한 후 국무회의 회의에서 칼 16세 구스타프에 의해 공식적으로 새 총리로 임명되었다.
크리스테르손은 2024년 9월 10일, 스웨덴 의회 개막식에서 열린 정부 선언 연설에서 처음으로 내각을 개편했다.

### 외교 정책
크리스테르손 총리가 처음 만난 외국 정상은 사울리 니니스퇴 핀란드 대통령과 산나 마린 핀란드 총리로, 2022년 10월 28일, 핀란드 헬싱키를 방문해 만났다. 그는 주로 현재 진행 중인 에너지 위기, 국방 및 안보 정책, 러시아의 우크라이나 침공에 초점을 맞춘 양자 회담을 가졌다.
2022년 11월 7일, 크리스테르슨은 이집트 샤름엘셰이크에서 열린 2022년 유엔 기후변화 회의에 참석하여 협의회의 대국민 연설과 식량 공급망에 대한 공동 의장 토론을 진행했다.
2022년 11월 8일, 그는 튀르키예 대통령 레제프 타이이프 에르도안을 만나기 위해 앙카라로 이동했다. 두 사람은 무엇보다도 스웨덴의 NATO 가입 신청에 대해 이야기했다. 크리스테르손은 쿠르드족의 쿠르디스탄 노동자당(PKK)과 인민수호부대(YPG)에 대한 지원을 중단하겠다고 약속했다.

## 사생활
크리스테르손은 스트렝네스에 살고 있다. 그는 1991년부터 홍보 컨설턴트이자 2023년 현재 스웨덴 교회 성직자인 비르기타 에드 (1968년생)와 결혼했다. 두 사람은 중국에서 세 딸을 입양했다. 크리스테르손은 자신을 종교 신자로 생각하지 않다.